# Bolosław Jatelnicki-Jacyna
Bolosław Jatelnicki-Jacyna, poljski general, * 1890, † 1972.